# Capitale Bruzual
Pour les articles homonymes, voir Bruzual.
Capitale Bruzual est l'une des deux divisions territoriales de la municipalité de Bruzual dans l'État d'Yaracuy au Venezuela. À des fins statistiques, l'Institut national de la statistique du Venezuela a créé le terme de « parroquia capital », ici traduit par le terme « capitale » qui correspond au territoire où se trouve le chef-lieu de la municipalité afin de couvrir ce vide spatial, qui, selon la loi sur la division politique territoriale publiée dans le Journal officiel de l'État « n'attribue pas de hiérarchie politique territoriale, ni de description de ses limites respectives ». Ce territoire s'articule autour de Chivacoa, chef-lieu de la municipalité.

## Géographie

### Démographie
Hormis Chivacoa, ville autour de laquelle s'articule la division territoriale et statistique, cette dernière possède plusieurs localités :
- Buchicanure
- Chivacoa
- Cumaripa
- El Ceibal
- La Bartola
- Los Horcones
- Palo Verde
- Sabana Larga
- Santa Catalina

## Économie
Capitale Bruzual abrite une importe usine de production de sucre, Central Matilde, située au sud-est de Chivacoa, qui a a commencé sa production en 1948.

## Environnement
Le territoire abrite le réservoir de Cumaripa, du nom de la localité voisine de Cumaripa.